# Lambert (cráter marciano)
Lambert es un cráter de impacto situado en el cuadrángulo Sinus Sabaeus de Marte, localizado en las coordenadas 20.2°S de latitud y 334.7°O de longitud.  Tiene 92 km de diámetro y debe su nombre al polímata suizo Johann Heinrich Lambert (1728– 1777). El nombre fue aprobado en 1973.
| [[File:Wikilambert.jpg\|1200px\|alt={{{Alt\|{{{descripción}}}]]                                                                       |
| Cráter Lambert, fotografía de la cámara CTX a bordo del Mars Reconnaissance Orbiter. (El norte, hacia la izquierda de la fotografía). |